# Keiji Matsushima
Keiji Matsushima (jap. 松島 啓之, Matsushima Keiji; * 17. November 1967 in der Präfektur Kanagawa) ist ein japanischer Jazztrompeter.
Keiji Matsushima spielte zu Beginn seiner Karriere im Murata Youichi Orchestra, erste Aufnahmen entstanden 1993, als er dem Shigeo Maruyama Suikyo Za Orchestra angehörte (Kick Off). Im folgenden Jahr spielte er in Englewood Cliffs sein Debütalbum Something Like This ein, an dem Don Braden (Tenorsaxophon), Rob Bargad (Piano), Ira Coleman (Bass) und Billy Drummond (Schlagzeug) mitwirkten. Mitte der 1990er-Jahre folgte die Produktion Brand New, die Matsushima ebenfalls in den USA, diesmal mit Don Braden, Rob Bargad, Peter Washington und Billy Drummond aufnahm.
In den folgenden Jahren spielte Matsushima u. a. mit Bobby Watson und der Tokyo Leaders Big Band, mit Saori Yano, ab Mitte der 2000er-Jahre mit Yuji Ohno & dessen Lupinti Five (Lupin the Third Jazz - What's Going On) sowie mit Yoichi Kobayashi & Good Fellows. Nach dem Album Happy Times (2006) nahm er 2008 unter eigenem Namen das Livealbum Dedicated To You – Live At Body And Soul ein. Der Diskograf Tom Lord listet seine Beteiligung im Bereich des Jazz von 1993 bis 2010 bei zehn Aufnahmesessions, zuletzt mit Akio Sasaki (40th Anniversary Jazz Organ Party). In späteren Jahren trat Matsushima mit eigenem Quartett (mit
Imaizumi Misaki, Piano, Shin Uemura, Kontrabass und Andrew Dickeson, Schlagzeug) auf.